# Zakopane
Zakopane é um município da Polônia, na voivodia da Pequena Polônia e no condado de Tatra. Estende-se por uma área de 84,26 km², com 27 078 habitantes, segundo os censos de 2019, com uma densidade de 321 hab/km².

## Localização e área circundante
Zakopane localiza-se num grande vale entre as montanhas Tatras e a colina de Gubałówka. É o centro de esqui e de montanhismo mais importante da Polónia, sendo visitado por cerca de três milhões de turistas por ano. 
Os locais mais importantes de esqui alpino são Kasprowy Wierch, Nosal e a colina de Gubałówka.
É mais alta cidade da Polónia, variando a sua altitude entre 800 e 1000 metros. O ponto central da cidade é o cruzamento das ruas Krupówki e Kościuszki.

## História
Os documentos mais antigos que mencionam Zakopane datam do século XVII. Descrevem uma clareira chamada Zakopisko. Em 1676, era já uma povoação com 43 habitantes. Em conjunto com uma secção das montanhas Tatras, foi vendida em 1824 à família Homola. 
A sua história subsequente ficou ligada ao desenvolvimento das indústrias metalúrgica e de mineração na região. No século XIX, era o maior centro metalúrgico da região da Galícia. Com o advento do turismo, o crescimento continuou ao longo do século XIX, à medida que cada vez mais pessoas foram sendo atraídas pelo seu clima ameno. Rapidamente passou de uma pequena povoação a uma estância climática para estadias terapêuticas com 3000 habitantes (1889).
O serviço ferroviário chegou a Zakopane em 1 de Outubro de 1899.
Em Março de 1940, representantes do NKVD e da Gestapo reuniram-se durante uma semana na Villa Tadeusz, em Zakopane, para tentarem em conjunto pacificar a resistência na Polónia.

## Desportos
Zakopane recebeu os campeonatos do mundo de esqui nórdico da Federação Internacional de Esqui em 1929, 1939 e 1962, a Universíada de Inverno de  1993 e 2001, o campeonato do mundo de biatlo, vários campeonatos de saltos de esqui e diversas outras provas de esqui nórdico e de esqui alpino.
Foi cidade candidata derrotada aos Jogos Olímpicos de Inverno de 2006 e aos campeonatos do mundo de esqui de 2011. É ainda candidata a receber esta competição em 2013.

## Residentes notáveis
- Janeiro Bachleda-Curus, Olympian
- Janeiro Pawlica, Olympian, famílias de Bachleda & de Pawlica é as duas famílias as mais velhas em Zakopane
- Tytus Chałubiński, médico
- Olga Drahonowska-Małkowska, um dos founders do movimento Scouting em Poland
- Władysław Hasior, sculptor
- Janeiro Kasprowicz, poeta, playwright
- Antoni Kenar, sculptor
- Kornel Makuszyński, escritor das crianças
- Karol Szymanowski, compositor. Sua casa em Zakopane, Villa Atma, é agora um museu dedicado ao compositor.
- Stanisław Ignacy Witkiewicz (Witkacy), novelist do avant-garde, playwright, e pintor
- Mariusz Zaruski, mountaineer e yachtsman
- Jerzy Żuławski, poeta, escritor

## Cidades geminadas
- Poprad  (Eslováquia)
- Saint-Dié-des-Vosges (França)
- Siegen (Alemanha)
- Sopot (Polónia)
- Vysoke Tatry (Eslováquia)
- Stryj (Ucrânia)
- San Carlos de Bariloche (Argentina)
- Bavel (Países Baixos)

## Galeria

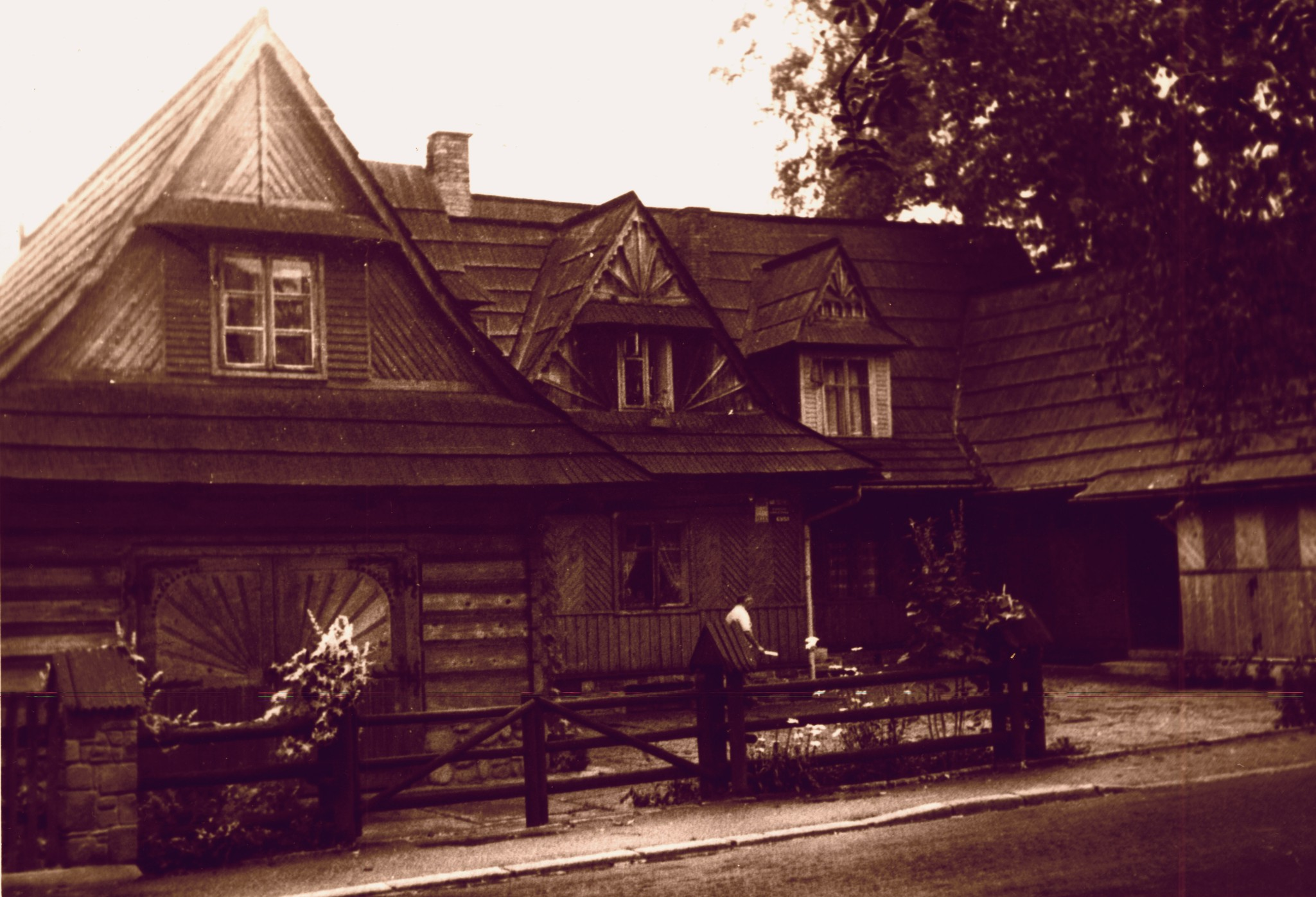
Casa típica de Zakopane
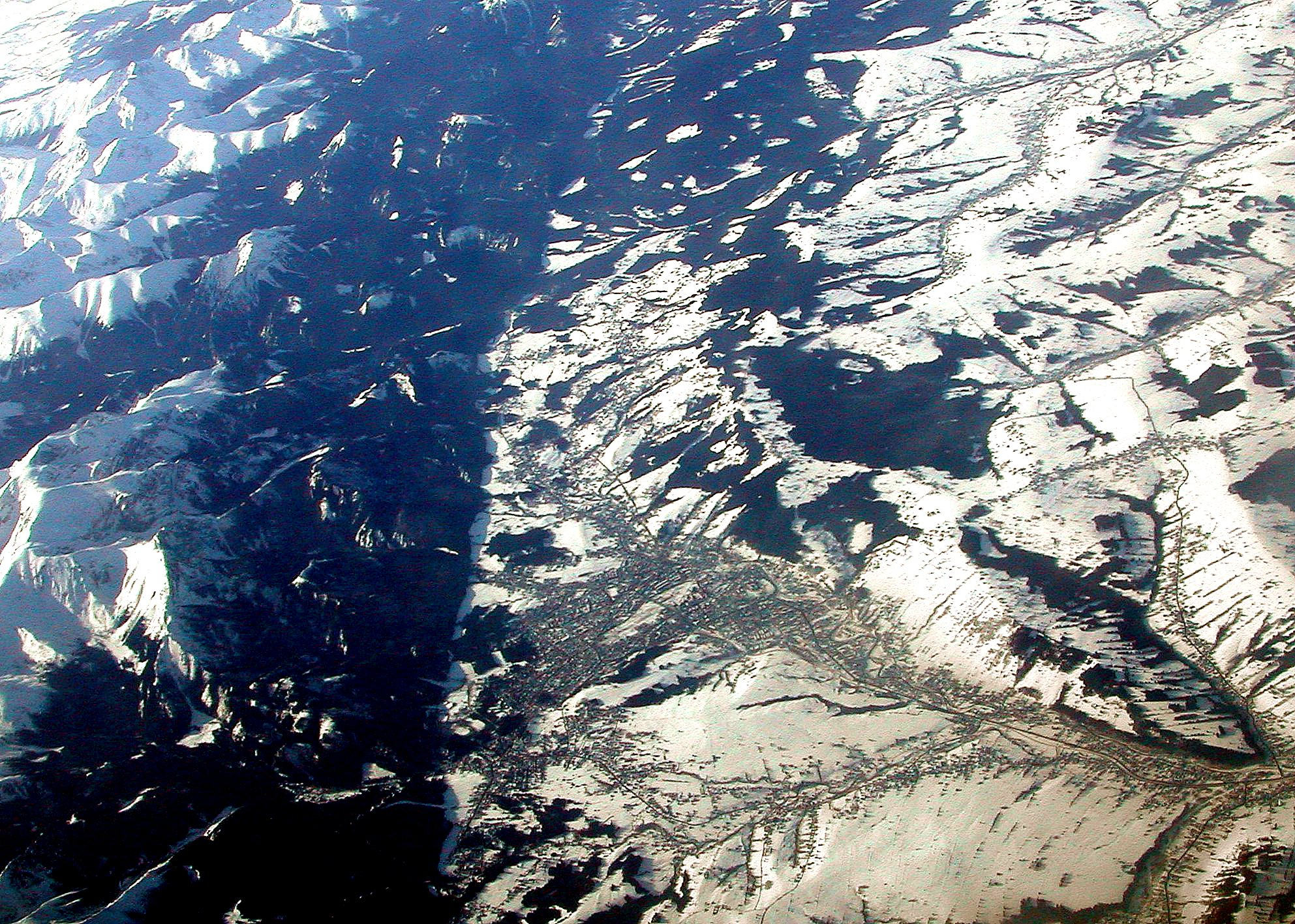
Vista aérea de Zakopane
Museu Szymanowski (Villa Atma)